# Мелнишки тютюни
„Мелнишки тютюни“ е българска тютюнева кооперация, съществувала от 1922 до 1948 година в Свети Врач, България. Кооперацията оказва съпротива на тютюневите монополи и е важна икономическа единица в Светиврачко.

## История
Кооперацията е основана на 10 декември 1922 година в Свети Врач под името „Тютюнев лист“. Впоследствие името се променя на „Македонски тютюни“. Основателите са 12 тютюнопроизводители. Първият управителен съвет на кооперацията е в състав: Илия Хижов – председател, Тодор Атанасов – подпредседател и Никола Рамаданов, Димитър Патронов и Никола Кузманов – членове. В Контролния съвет влизат Димитър Влахов, Ангел Петров и Атанас Гайгуров. И членовете и вносителите на кооперацията се увеличават бързо. Вносителите от 187 стават 1221 в 1941 – 1943 година, а кооператорите се увеличават два пъти. Събраните тютюни се увеличават десет пъти – 21,4% от общото производство на тютюн в района.
Основната дейност на кооперацията е да подпомага членовете ѝ с подбрани сортове за разсад, доставка на машини, открива текущи сметки срещу внесени на тютюни, дава аванси на членовете си и приема тютюни в общ склад за обработка и продажба, продава тютюните на членовете си на максимално висока цена. Кооперацията няма свой склад, но в 1924 – 1925 година Петричката общинска постоянна комисия построява два малки тютюневи антрепозита в Свети Врач и в Петрич и „Мелнишки тютюни“ получава светиврачкия. Поради ограничения му капацитет кооперацията наема складове помещения в различни селища в района.
След Деветосептемврийския преврат, със Закона за национализацията от 1947 година, кооперацията се разпуска на 8 февруари 1948 година и е присъединена към Районния кооперативен съюз в Свети Врач като отдел „Земеделско производство“.